# Сверхтекучесть

Аномальное течение гелия-II

Сверхтеку́честь — способность вещества в особом состоянии (квантовой жидкости), возникающем при температурах, близких к абсолютному нулю (термодинамическая фаза), протекать через узкие щели и капилляры без трения. До недавнего времени сверхтекучесть была известна только у жидкого гелия, однако в 2000-е годы сверхтекучесть была обнаружена и в другой системе: в разрежённых атомных бозе-конденсатах.
Сверхтекучесть объясняется следующим образом. Поскольку атомы гелия-4 являются бозонами (6 фермионов дают целый спин), квантовая механика допускает нахождение в одном состоянии произвольного числа таких частиц. Вблизи абсолютного нуля температур все атомы гелия оказываются в основном энергетическом состоянии. Поскольку энергия состояний дискретна, атом может получить не любую энергию, а только такую, которая равна энергетическому зазору между соседними уровнями энергии. Но при низкой температуре энергия столкновений может оказаться меньше этой величины, в результате чего рассеивания энергии попросту не будет происходить. Жидкость будет течь без трения.

## История открытия

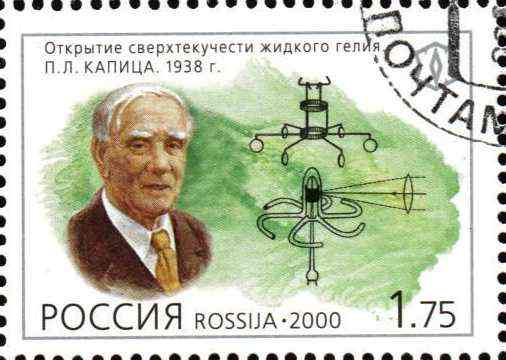
Почтовая марка России 2000 года с портретом П. Л. Капицы и изображением устройства «паучок», изобретённого им для демонстрации сверхтекучести гелия

Сверхтекучесть жидкого гелия-II ниже лямбда-точки (T = 2,172 К) была экспериментально открыта в 1938 году П. Л. Капицей (Нобелевская премия по физике за 1978 год) и Джоном Алленом. Уже до этого было известно, что при прохождении этой точки жидкий гелий испытывает фазовый переход, переходя из полностью «нормального» состояния (называемого гелий-I) в новое состояние так называемого гелия-II, однако только Капица показал, что гелий-II течёт вообще (в пределах экспериментальных погрешностей) без трения.
Теория явления сверхтекучего гелия-II была разработана Л. Д. Ландау (Нобелевская премия по физике за 1962 год).

## Основные факты
Вязкость гелия-II, измеряемая двумя экспериментами, сильно различается. Измерение скорости вытекания гелия-II из сосуда через узкую щель под действием силы тяжести, показывает очень малую вязкость (меньше 10−12 Па·с). Измерение времени затухания крутильных колебаний диска, погруженного в гелий-II, показывает вязкость, большую чем вязкость гелия-I (10−6 Па·с).
Процесс теплопроводности у гелия-II очень существенно отличается от процесса теплопередачи нормальной жидкости — тепло проводится через гелий-II и при сколь угодно малой разности температур.

## Двухжидкостная модель гелия-II

Рис.1 Относительная доля нормальной компоненты в гелии-II

В рамках двухжидкостной модели (также известной как «двухкомпонентная модель»), гелий-II представляет собой смесь двух взаимопроникающих жидкостей: сверхтекучей и нормальной компонент. Сверхтекучая компонента представляет собой собственно жидкий гелий, находящийся в квантово-коррелированном состоянии, в некоторой степени аналогичном состоянию бозе-конденсата (однако, в отличие от конденсата атомов разрежённого газа, взаимодействие между атомами гелия в жидкости достаточно сильно, поэтому теория бозе-конденсата неприменима впрямую к жидкому гелию). Эта компонента движется без трения, обладает нулевой температурой и не участвует в переносе энергии в форме теплоты. Нормальная компонента представляет собой газ квазичастиц двух типов: фононов и ротонов, то есть элементарных возбуждений квантовокоррелированной жидкости; она движется с трением и участвует в переносе энергии.
При нулевой температуре в гелии отсутствует свободная энергия, которую можно было бы потратить на рождение квазичастиц, и поэтому гелий находится полностью в сверхтекучем состоянии. При повышении температуры плотность газа квазичастиц (прежде всего, фононов) растёт, и доля сверхтекучей компоненты падает. Вблизи температуры лямбда-точки концентрация квазичастиц становится столь велика, что они образуют уже не газ, а жидкость квазичастиц, и наконец при превышении температуры лямбда-точки макроскопическая квантовая когерентность теряется, и сверхтекучая компонента пропадает вовсе. Относительная доля нормальной компоненты показана на Рис. 1.
При протекании гелия сквозь щели с малой скоростью, сверхтекучая компонента, по определению, обтекает все препятствия без потери кинетической энергии, то есть без трения. Трение могло бы возникнуть, если бы какой-либо выступ щели порождал квазичастицы, уносящие в разные стороны импульс жидкости. Однако такое явление при малых скоростях течения энергетически невыгодно, и только при превышении критической скорости течения начинают генерироваться ротоны.
Эта модель, во-первых, хорошо объясняет разнообразные термомеханические, светомеханические и другие явления, наблюдающиеся в гелии-II, а во-вторых, прочно базируется на квантовой механике.
Вязкость гелия-II, измеряемая по скорости его вытекания из сосуда через узкую щель под действием силы тяжести, оказывается очень малой вследствие того, что сверхтекучая компонента очень быстро вытекает через щель без трения. Вязкость гелия-II, измеряемая по скорости затухания колебаний крутильного диска, оказывается отличной от нуля вследствие того, что нормальная компонента очень быстро замедляет его вращение.
Перенос тепла в гелии-II осуществляется посредством распространения звуковых волн, переносящих энергию в одном направлении, больше, чем в обратном. Вместе с ними движется нормальная компонента, а в обратном направлении движется сверхтекучая компонента, не переносящая тепло.

## Сверхтекучесть в иных системах
- Построена сверхтекучая модель атомного ядра, которая достаточно хорошо описывает экспериментальные данные[2].
- В 1995 году в экспериментах с разрежёнными газами щелочных металлов были достигнуты достаточно низкие температуры для того, чтобы газ перешёл в состояние бозе-эйнштейновского конденсата. Как и ожидалось на основании теоретических вычислений, полученный конденсат вёл себя как сверхтекучая жидкость. В последующих экспериментах было установлено, что при движении тел сквозь этот конденсат со скоростями меньше критической никакой передачи энергии от тела к конденсату не происходит.
- В 2000 году Ян Петер Тоэннис демонстрирует сверхтекучесть водорода при 0,15 K[3]
- В 2004 году было объявлено об открытии сверхтекучести и у твёрдого гелия. Последующие исследования, однако, показали, что ситуация далеко не столь проста, и потому говорить об экспериментальном обнаружении этого явления пока преждевременно.
- С 2004 года, на основании результатов ряда теоретических работ[4] предполагается, что при давлениях порядка 4 миллионов атмосфер и выше водород становится неспособным переходить в твёрдую фазу при любом охлаждении (как и гелий при нормальном давлении) образуя тем самым сверхтекучую жидкость. Прямые экспериментальные подтверждения или опровержения пока отсутствуют.
- Существуют также работы, предсказывающие сверхтекучесть в холодном нейтронном или кварковом агрегатном состоянии. Это может оказаться важным для понимания физики нейтронных и кварковых звёзд.
- В 2005 году была открыта сверхтекучесть в холодном разрежённом газе фермионов[5].
- В 2009 году была продемонстрирована сверхтекучесть типа «supersolid» в холодном разрежённом газе рубидия[6].

## Современные направления исследования
- Турбулентность в сверхтекучей жидкости
- Сверхтекучесть в системах с внутренними степенями свободы
- Связь сверхпроводящих и сверхтекучих фаз
- Спиновая сверхтекучесть
- Поиск новых веществ со сверхтекучими фазами

### Обзорные статьи
- Гинзбург В. Л. Сверхтекучесть и сверхпроводимость во Вселенной // Успехи Физических Наук — УФН, Т. 97. 1969, № 4. PDF
- Дмитриев В. В. Спиновая сверхтекучесть в ³He. // УФН, т.175 (2005), N. 1, p. 85-92.
- Жилич А. Г. Сверхтекучесть // Физика на пороге новых открытий. — Л.: Изд-во ЛГУ, 1990.